# 密室逃脱·暗夜古宅
《密室逃脱·暗夜古宅》（The Chamber of Secrets Escape）是中国大陆芒果TV推出的一档古风实景密室逃脱真人秀节目。节目以“烧脑”、“刺激”、“竞争”等元素为主打，结合电视剧与综艺节目的特点激发明星智慧与艺能的较量。并在原芒果TV网综《明星大侦探》、金鹰卡通卫视的《疯狂的麦咭》以及2006年出品的悬疑题材电视剧《暗夜心慌慌》的基础上，以电影级的大片巨制模式搭建全实景特色古风古宅，还原真实场景。

## 概要
《密室逃脱·暗夜古宅》共有十期节目，全部实景打造，古风布置，在道具上也是“大手笔”、“大场面”。星罗棋阵、通地之穴、恶灵桩，这些小说里描绘的“关卡”也都出现在节目中。虽然嘉宾们组成的大长腿阵容赏心悦目，但在这场游戏中，勇气、智慧和团队协作才是制胜关键。戏园、古墓、荒村、孤城……昆仑墓暗藏机关，谎言村疑云重重，节目的十期不同场景，不知道节目组还有多少“惊喜”在等着我们。
作为一档对抗竞争节目，小分队的胜利高于个人的生死。闯关路上兄弟同患难，在紧要关头，甚至可以牺牲自己保全整队的胜利。一句“你快走”真是见证了兄弟情深！

## 节目形式
玩家需要完成解謎，並逃離暗夜古宅。
- 第一、五期，一人通關均為隊伍過關。
- 第二期，100米的暗黑極道成為遊戲計時器，在閘門移動到終點後將淘汰一名玩家，之後重新計算。
- 第四、八期，100米的暗黑極道成為遊戲計時器。
- 第三、六期，只有一人能獲得勝利。
- 第九期，玩家身上配有生命計時器，時間結束皆被淘汰。
- 第十期，150米的暗黑極道成為遊戲計時器，時間越短，惡犬越近。

玩家逃離暗夜古宅的關鍵線索，神秘人會在時間靜止屋告訴玩家。
- 第四、八期

挑戰暗黑極道的玩家需背著重包，跑100米到達前方的階梯獲得勝利，在挑戰途中會有惡犬在後方追逐。
- 第一[3]、三、五、六、八期，暗夜古宅挑戰失敗的全員挑戰暗黑極道。
- 第二、十期，暗夜古宅挑戰成功的幸存者可以選擇其中一人挑戰暗黑極道。
- 第四、七期，暗夜古宅挑戰成功的幸存者全員挑戰暗黑極道。
- 第九期，沒有暗黑極道的挑戰。
- 第十期，玩家選擇"犧牲"進行暗黑極道的挑戰，並可拿到逃離線索。

成功挑戰暗黑極道的幸存者，節目會以其名名義捐出課桌。

## 节目阵容
| 姓名   | 年龄           | 绰号       | 参与集数          | 备注     |
| 马可   | 1978年2月20日  | 神秘人     | 全集              | 主持人   |
| 唐禹哲 | 1984年9月2日   | 爆炸少年   | 第1～9期          | 主要嘉宾 |
| 黄宥明 | 1986年4月15日  | 无胆英雄   | 第1～7，9期       | 主要嘉宾 |
| 周艺轩 | 1990年12月11日 | 团力集结者 | 第1，3，5，7，8期 | 主要嘉宾 |

## 节目列表
- 除非特别注明，否则下表所列日期皆以2018年为准。
- 固定嘉宾唐禹哲、黄宥明、和周艺轩不列入嘉宾行列。
- 先導片於4月6日播出。

| 集数 | 日期    | 主题     | 嘉宾                      | 主题内容 | 主题内容                                                                      | 主题内容 | 主题内容                                                                                  |
| 集数 | 日期    | 主题     | 嘉宾                      | 内容 | 玩家                                                                          | 暗黑極道玩家 | 結果                                                                                      |
| 01   | 4月13日 | 昆仑古墓 | 夏志远 曹新悦 吴俊余      | 盗墓者与守墓者 玩家分为盗墓者与守墓者两方阵营。盗墓者需要尽快找到崑崙鬼璽，摆脱守墓者的追击。守墓者追击盗墓者，並用時間靜止符將其淘汰。 | 玩家 - 盗墓者 - 黄宥明 - 周艺轩 - 唐禹哲 - 守墓者 - 吴俊余 - 夏志远 - 曹新悦  | 受罰者 - 夏志远（成功） - 吴俊余（失敗） - 曹新悦（失敗） | 逃脫者 - 唐禹哲（幸存者） - 黄宥明 - 周艺轩 - 夏志远（懲罰通關）                          |
| 02   | 4月20日 | 隱霧村   | 曹曦月 蒋羽熙             | 谎言村 相傳隱霧村中埋藏了寶藏，村民諱目如深，玩家需逃離村莊。玩家當中有一位是臥底玩家，普通玩家需在臥底玩家的阻擾下通關。 | 玩家 - 曹曦月 - 黄宥明 - 蒋羽熙 - 唐禹哲                                      | 逃離者 - 黄宥明 - 唐禹哲 最後唐禹哲發現村莊所有事物話語都是陷阱，都是反意思，之後兩人交換鑰匙，一起逃離村莊。                                                                            | 逃脫者 - 唐禹哲 - 黄宥明 唐禹哲一人挑戰暗黑極道                                           |
| 03   | 4月27日 | 四號工厂 | 徐冬冬                    | 檢驗人心 相傳平行時空中有個神秘四號工厂，從來不生產貨物，而是檢驗人心。每個玩家身上有個機關，要逃離就必須找到續命卡，每關都有與前關通關的人數少一張。 | 玩家 - 唐禹哲 - 黄宥明 - 周艺轩 - 徐冬冬                                      | 受罰者 - 周艺轩（成功） - 黄宥明（失敗） - 徐冬冬（失敗） | 逃脫者 - 唐禹哲（幸存者） - 周艺轩（懲罰通關）                                            |
| 04   | 5月4日  | 聽風城   | 晏維 焦邁奇               | 誰是老鬼 相傳有座古老的聽風之城，為了抓住老鬼，城內佈置機關暗哨，進門就是森羅煉獄，玩家當中有一位是老鬼，其餘玩家需保護老鬼一起逃離。 | 玩家 - 唐禹哲 - 晏維 - 黄宥明 - 焦邁奇                                        | 逃離者 - 唐禹哲（成功） - 晏維（失敗） - 黄宥明（成功） 最後唐禹哲發現一開始的電話是陷阱，真正的老鬼是晏維，唐禹哲無意間聽到焦邁奇獲得的第二次提示，所以晏維只要說出暗號就會沒事。       | 逃脫者 - 黄宥明 - 唐禹哲                                                                  |
| 05   | 5月11日 | 遺忘鎮   | 夏志遠 呂小雨             | 百蠱城 百蠱，紙片，毒藥，這座城市充滿了危險的氣息，有可能是一人失敗，也有可能是四人失敗。 | 玩家 - 普通玩家 - 唐禹哲 - 黃宥明 - 夏志遠 - 呂小雨 - 潛行者（殺手） - 周藝軒 | 受罰者 - 周藝軒（成功） | 逃脫者 - 唐禹哲 - 黃宥明 - 夏志遠 - 呂小雨 - 周藝軒（懲罰通關）                           |
| 06   | 5月17日 | 幻境浮屠 | 李汶翰 范薇 宗一童        | 通天塔 相傳在顛倒的世界裡，有這樣一座寶塔，一共四層，進塔之人都要經過層層試驗，獲得“天”，“地”，“玄”，“黃”四大令牌。成功則回到現實世界，失敗將永遠地被鎖在地下。 四樓 / 棄之試煉：生存面臨危機，人會做出怎樣的選擇 三樓 / 信之試煉：充滿恐怖殺機的一樓，是獨活還是舍己 二樓 / 合之試煉：分為水火兩極，選擇將決定命運 一樓 / 生之試煉：人性最後的考驗 | 玩家 - 唐禹哲 - 黃宥明 - 李汶翰 - 范薇 - 宗一童                               | 受罰者 - 范薇（失敗） - 宗一童（失敗） - 黃宥明（失敗） - 唐禹哲（成功） 宗一童於棄之試煉在棺內獲得逃離鑰匙，並能參加第二關。 唐禹哲於合之試煉（火）的試煉扭傷右腳，但仍然挑戰暗黑極道。 | 逃脫者 - 李汶翰 - 唐禹哲（懲罰通關）                                                      |
| 07   | 5月25日 | 長風鏢局 | 羅予彤                    | 護鏢組與換鏢組 相傳在鏢局當中，從鏢頭到趟子手，走鏢的時候都是晝伏夜出，行事心狠手辣，平常人難覓其踪。玩家需完好無缺的把長風鏢局的鏢押至終點，玩家被分為護鏢組與換鏢組。 | 玩家 - 護鏢組 - 黄宥明 - 羅予彤 - 換鏢組 - 周藝軒 - 唐禹哲                    | 逃離者 - 周藝軒（成功） - 唐禹哲 | 逃脫者 - 周藝軒 - 唐禹哲 唐禹哲因拍戲摔傷肩膀無法參加，周藝軒代替唐禹哲一起挑戰暗夜極道。 |
| 08   | 6月1日  | 青爐染坊 | 王美人 王炳翔             | 毒染房 曾經盛極一時的青爐染坊如今生氣全無，被毒染料感染的毒人，到處遊蕩，危機四伏。玩家需躲過毒王和毒人的感染才能逃脫，玩家需在染房找到配方，帶出解藥，玩家的香囊被感染者放入毒指甲便會感染。 | 玩家 - 普通玩家 - 唐禹哲 - 感染者 - 周藝軒 - 王炳翔 - 老闆娘（毒王） - 王美人 | 受罰者 - 周藝軒（成功） - 王炳翔（失敗） - 王美人（失敗） | 逃脫者 - 唐禹哲 - 周藝軒（懲罰通關）                                                      |
| 09   | 6月8日  | 時光城   | 端木林莎                  | 不朽城 傳聞時光城被“毒術”侵占時間禁止，而沉睡的士兵成了時光城的不“死”戰士。玩家身上配有生命計時器，隨著時間推移，能量會減少。一旦被激光照射到，能量會減少20%，破除機關可以拿到續命電池充能時間。 | 玩家 - 唐禹哲 - 黃宥明 - 端木林莎                                             | 淘汰者 - 唐禹哲 唐禹哲為了讓其他人順利離開，選擇犧牲。 | 逃脫者 - 黃宥明 - 端木林莎 此集無暗夜極道                                                 |
| 10   | 6月15日 | 梨園驚夢 | 王博文 高瀚宇 許齡月 范薇 | 戲園 一個名為宜春園的戲院，它曾經名噪一時，可是有一天，當家花旦寶釵離奇死去一把莫名的大火把宜春園燒為灰燼，從此這裡成為禁地，這荒涼的戲院裡究竟藏著什麼樣的秘密呢。玩家需在宜春園內，盡快通過所有關卡，消耗時間越長，玩家與獵犬距離越近。 | 玩家 - 王博文 - 高瀚宇 - 許齡月 - 范薇                                        | 逃離者 - 高瀚宇 - 許齡月 - 范薇 王博文為了線索犧牲，挑戰暗夜極道。 | 逃脫者 - 王博文 - 高瀚宇 - 許齡月 - 范薇                                                  |

## 逃脫总榜單
| 排名 | 姓名     | 逃脱数 |
| 1    | 唐禹哲   | 8      |
| 2    | 周艺轩   | 5      |
| 2    | 黄宥明   | 5      |
| 4    | 夏志远   | 2      |
| 5    | 呂小雨   | 1      |
| 5    | 李汶翰   | 1      |
| 5    | 端木林莎 | 1      |

## 节目捐款
節目會以成功通過者的名義捐出有芒果V基金和暗夜古宅欄目組共同發起的快樂課桌項目當中的課桌。
- 第一期：安化縣梅城鎮田心學校
- 第二期：湘潭市湘鄉市洪塘學校
- 第三期：益陽安化縣栗林學校
- 第四期：安化縣冷市鎮大橋小學
- 第五期：湖南省平江縣梅仙鎮哲寮學校
- 第六期：安化縣滔溪鎮上馬學校
- 第七期：湘潭市湘鄉市龍洞中學
- 第八期：湖南省寧遠縣白土完全小學